# José Bandez
José Daniel Bandez Salazar (Calabozo, 10 oktober 1999) is een Venezolaans voetballer die als aanvaller voor CD Antofagasta speelt.

## Carrière
José Bandez speelde in de jeugd van Carabobo FC, waar hij in 2016 in het eerste elftal debuteerde. In zijn eerste seizoen bij Carabobo eindigde hij bovenaan in het Tornea Clausura, maar werd in de kwartfinales voor het kampioenschap uitgeschakeld door Zulia FC. Carabobo kwalificeerde zich wel voor de Copa Libertadores, waar het in de tweede voorronde werd uitgeschakeld door Atlético Junior. In het seizoen erna, 2017, kwalificeerde Carabobo FC zich weer voor de Copa Libertadores, maar werd wederom uitgeschakeld in de tweede voorronde. In het seizoen 2018/19 wordt Bandez met een optie tot koop verhuurd aan Fortuna Sittard. Op 4 september 2018 werd bekend dat Bandez Fortuna Sittard reeds verlaten had en teruggekeerd was bij Carabobo. In 2019 werd hij aan CD Antofagasta verhuurd, waarmee hij uitkwam in de Chileense Primera División. Deze club nam hem in 2020 definitief over, om hem in dezelfde transferperiode aan CSD Rangers de Talca te verhuren. Hierna werd hij aan AC Barnechea en Club de Deportes Copiapó verhuurd.

### Statistieken
| Seizoen                    | Club                       | Land           | Competitie       | Competitie | Competitie | Beker | Beker | Internationaal | Internationaal | Overig | Overig | Totaal | Totaal |
| Seizoen                    | Club                       | Land           | Competitie       | Wed.       | Dlp.       | Wed.  | Dlp.  | Wed.           | Dlp.           | Wed.   | Dlp.   | Wed.   | Dlp.   |
| -------------------------- | -------------------------- | -------------- | ---------------- | ---------- | ---------- | ----- | ----- | -------------- | -------------- | ------ | ------ | ------ | ------ |
| 2016                       | Carabobo FC                | Venezuela      | Primera División | 30         | 2          | 0     | 0     | –              | –              | –      | –      | 30     | 2      |
| 2017                       | Carabobo FC                | Venezuela      | Primera División | 27         | 4          | 2     | 0     | 1              | 0              | –      | –      | 30     | 4      |
| 2018                       | Carabobo FC                | Venezuela      | Primera División | 19         | 2          | 1     | 0     | 2              | 0              | –      | –      | 22     | 2      |
| 2018/19                    | → Fortuna Sittard          | Nederland      | Eredivisie       | 0          | 0          | 0     | 0     | –              | –              | –      | –      | 0      | 0      |
| 2019                       | → CD Antofagasta           | Chili          | Primera División | 8          | 1          | 2     | 0     | 0              | 0              | –      | –      | 10     | 1      |
| 2020                       | CD Antofagasta             | Chili          | Primera División | 0          | 0          | 0     | 0     | –              | –              | –      | –      | 0      | 0      |
| 2020                       | → CSD Rangers de Talca     | Chili          | Primera B        | 3          | 0          | 0     | 0     | –              | –              | –      | –      | 3      | 0      |
| 2020                       | → AC Barnechea             | Chili          | Primera B        | 3          | 0          | 0     | 0     | –              | –              | –      | –      | 3      | 0      |
| 2021                       | → Club de Deportes Copiapó | Chili          | Primera B        | 10         | 1          | 1     | 0     | –              | –              | 4      | 0      | 15     | 1      |
| 2022                       | → Club de Deportes Copiapó | Chili          | Primera B        | 22         | 3          | 0     | 0     | –              | –              | 6      | 0      | 28     | 3      |
| 2023                       | CD Antofagasta             | Chili          | Primera B        | 3          | 0          | 0     | 0     | –              | –              | –      | –      | 3      | 0      |
| Carrièretotaal             | Carrièretotaal             | Carrièretotaal | Carrièretotaal   | 125        | 13         | 6     | 0     | 3              | 0              | 10     | 0      | 144    | 13     |
| Bijgewerkt op 6 maart 2023 |                            |                |                  |            |            |       |       |                |                |        |        |        |        |